# Астрагал Гельма
 Астрагал Гельма (лат. Astragalus helmii) — вид рода Астрагал семейства Бобовые (Fabaceae).

## Ботаническое описание
Рыхлодернистые растения высотой от 5 до 12 см. Стебель отсутствует или укороченный, длиной от 0,5 до 1,5 см.
Листочки эллиптической формы в количестве 4—7 пар, длиной от 7 до 15 мм и от 3 до 8 мм шириной, с обеих сторон прижато-волосистые.
Цветоносы несколько длиннее листьев или равны им. Цветки в числе от 5 до 8, собраны в головчатые соцветия. Прицветники ланцетные, от 2,5 до 4 мм длиной, немного длиннее или почти вдвое длиннее цветоножек. Чашечка колокольчато-трубчатой формы, длиной 8—10 мм, опушена прижатыми белыми и черными волосками, её зубцы нитевидные и линейные, в 2 или 2,5 раза короче трубки. Венчики беловато-жёлтого цвета. Флаг длиной от 21 до 26 мм, с продолговатой пластинкой, обратнояйцевидной формы и широким ноготком. Крылья от 18 до 22 мм длиной, с пластинками выемчатыми сверху. Лодочка 15—19 мм длиной.
Бобы двугнёздные сидят на ножке длиной около 1 мм, яйцевидно-продолговатой формы, 10—15 мм длиной и 5—6 мм шириной, на брюшке килеватые, утолщённые на спинке или слегка килеватые, густо опушены оттопыренными бело-мохнатыми волосками.
Цветение длится с июня по август.

## Распространение и местообитания
Произрастает в Сибири, отмечен в Курганской области. Вне Сибири распространён в центральных и восточных районах европейской части России, на Южном Урале, в северных районах Казахстана.
Встречается на каменистых склонах и выходах известняков.